# 콜걸
콜걸(영어: call girl)은 성 노동자의 한 종류이다. 본래는 성 노동자 중에 전화로 의뢰인의 가정이나 시설에 호출되어 의뢰인의 성매매에 응하는 사람만을 가리키지만, 성 노동자의 대명사로 사용되는 경우도 있다.

## 같이 보기
- 게이샤
- 남창
- 성매매